# Веллінгтон (Огайо)
Веллінгтон (англ. Wellington) — селище (англ. village) в США, в окрузі Лорейн штату Огайо. Населення — 4799 осіб (2020).

## Географія
Веллінгтон розташований за координатами 41°9′8″ пн. ш. 82°13′40″ зх. д. / 41.15222° пн. ш. 82.22778° зх. д. (41.152266, -82.227813).  За даними Бюро перепису населення США в 2010 році селище мало площу 10,07 км², з яких 9,31 км² — суходіл та 0,75 км² — водойми.

## Демографія
Згідно з переписом 2010 року, у селищі мешкали 4802 особи в 1956 домогосподарствах у складі 1266 родин. Густота населення становила 477 осіб/км².  Було 2148 помешкань (213/км²).
Расовий склад населення:
| - 95,8 % — білих - 1,2 % — чорних або афроамериканців - 0,4 % — азіатів - 0,3 % — корінних американців |

До двох чи більше рас належало 1,8 %. Частка іспаномовних становила 2,0 % від усіх жителів.
За віковим діапазоном населення розподілялося таким чином: 24,9 % — особи молодші 18 років, 58,1 % — особи у віці 18—64 років, 17,0 % — особи у віці 65 років та старші. Медіана віку мешканця становила 39,5 року. На 100 осіб жіночої статі у селищі припадало 92,1 чоловіків;  на 100 жінок у віці від 18 років та старших — 88,2 чоловіків також старших 18 років.
Середній дохід на одне домашнє господарство  становив 60 225 доларів США (медіана — 50 908), а середній дохід на одну сім'ю — 71 789 доларів (медіана — 67 798). Медіана доходів становила 49 762 долари для чоловіків та 31 938 доларів для жінок. За межею бідності перебувало 11,3 % осіб, у тому числі 16,0 % дітей у віці до 18 років та 11,1 % осіб у віці 65 років та старших.
Цивільне працевлаштоване населення становило 2377 осіб. Основні галузі зайнятості: виробництво — 28,4 %, освіта, охорона здоров'я та соціальна допомога — 24,1 %, роздрібна торгівля — 9,7 %, транспорт — 6,2 %.